# Иван Цеков (кмет)
Вижте пояснителната страница за други личности с името Иван Цеков.
Иван Цеков (Куция) е български политик, привърженик на Прогресивнолибералната партия на Драган Цанков, общински съветник, помощник-кмет (1911 – 1920 г.) и кмет на гр. Фердинанд през периода (1899 – 1900 г.)

## Биография
Роден е на 8 ноември 1868 г. в с. Голяма Кутловица. Преди да стане фердинандски кмет, е чиновник и общински съветник, общински касиер и градски комисар. От последната му длъжност е уволнен по собствено желание през 1899 г. През 1901 г. отново заема длъжността градски комисар, занимава се със земеделие и търговия, като търгува и с Унгария. Притежавал е жилище и склад в централната част на града. Имал е четири дъщери и един син. Умира в гр. Фердинанд на 23 декември 1935 г.

## Политическа дейност
На 10 септември 1899 г. Общинският съвет приема оставката на кмета Стефан Николов и избира за кмет Иван Цеков (Куция). СРед най-интересните заповеди на новия кмет е заповедта от 1 ноември 1899 г., с която се задължават продавачите по улиците на града – халваджии, бозаджии, симидчии и др., да се снабдят с рогови свирки и с тях да обаждат за присъствието си, а не да викат, както правят дотогава. По този начин се прави опит да се регламентира „рекламната дейност" на местните търговци. Полагат се усилия за опазване от заграбване на градската мера от частни лица. Независимо от това, както признава кметът в друга заповед от 1900 г., градът все още „е един земеделчески и скотовъден градец“.
По онова време правителството на Тодор Иванчов възстановява десятъка, поради което в страната избухват селски бунтове. В гр. Фердинанд през април същата година опозицията – стамболовисти, народняци и цанковисти, организира митинг срещу въведения десятък. Друга група – от привърженици на управляващата Либерална партия, отправя покана до жителите на града и околията за неучастие в митинга и одобрява десятъка като полезен.
Управлението на Иван Цеков Куция завършва през есента на 1900 г., когато с Указ № 275 от 22 септември е освободен от длъжността градски общински кмет поради изказване на недоверие от общинския съвет в заседанието му от 6 септември същата година.
Той е сред организаторите на свикания митинг на 20 май 1904 г. в защита на религиозно-нравственото възпитание, което е оспорвано от местните учители – социалисти.